# La Najarra
La Najarra är ett berg i Spanien.   Det ligger i provinsen Provincia de Madrid och regionen Madrid, i den centrala delen av landet, 50 km norr om huvudstaden Madrid. Toppen på La Najarra är 2 110 meter över havet, eller 147 meter över den omgivande terrängen. Bredden vid basen är 1,8 km.

## Orografi

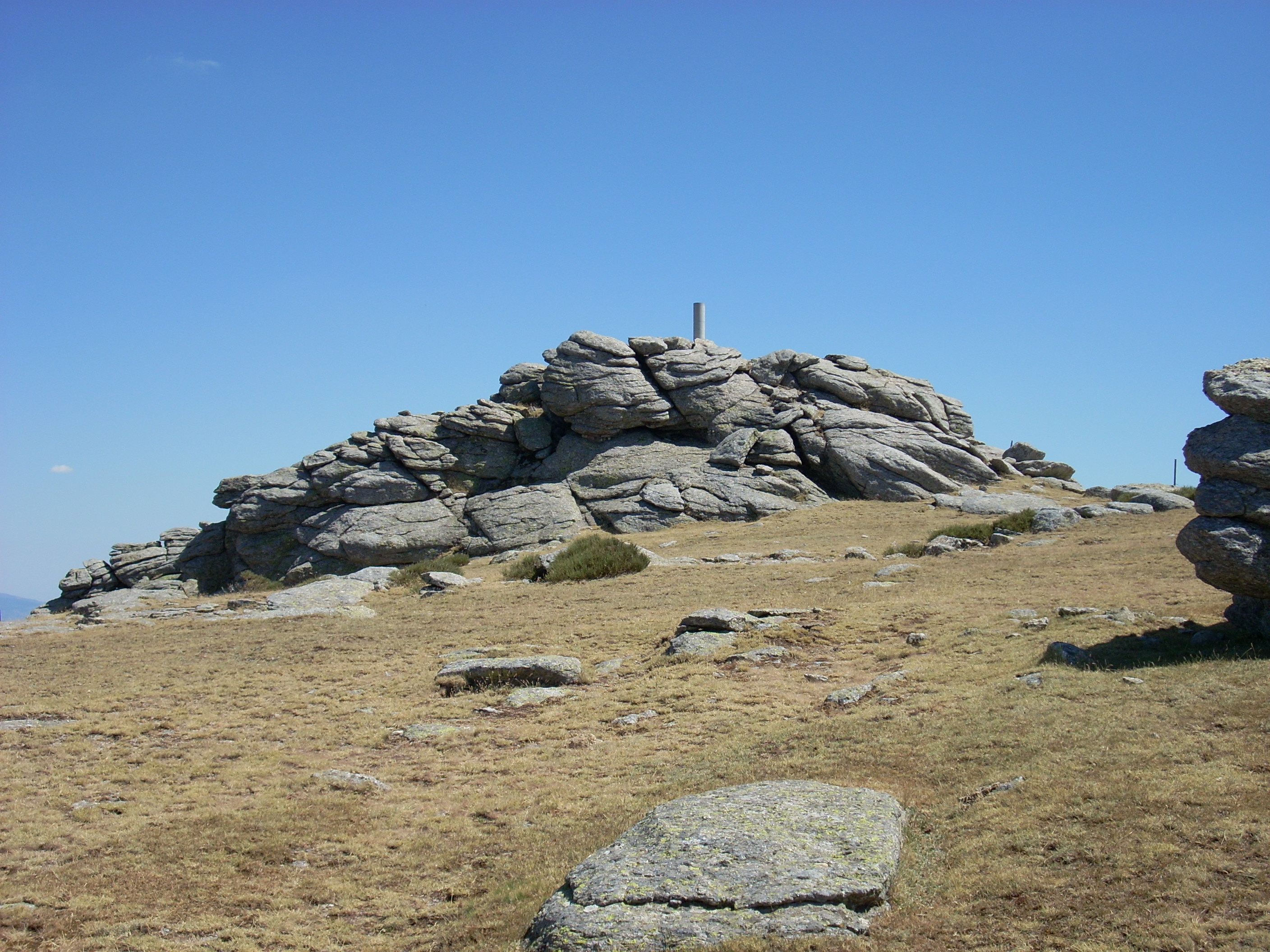
Toppmarkering på La Najarra.

La Najarra har en höjd av 2108 meter (geodetisk höjd) och 2120 meter verklig höjd. Det är den sista toppen i östra delen av La Cuerda Larga som är högre än 2000 meter och avslutar den östra delen av Sierra de Guadarrama. La Najarra är mötesplatsen för Cuerda Larga och Sierra de la Morcuera, två bergsryggar med liknande orientering.

## Geografi
Terrängen runt La Najarra är bergig.Runt La Najarra är det ganska tätbefolkat, med 139 invånare per kvadratkilometer. Närmaste större samhälle är Colmenar Viejo, 18,0 km söder om La Najarra. Trakten runt La Najarra består i huvudsak av gräsmarker.
La Najarra är åtkomligt via La Morcuera som nås via bilväg från Miraflores de la Sierra.

## Flora
Södra sidan, upp till en höjd av 1800 meter, är täckt av nästan uteslutande tallskog, och på norra sidan ligger Puerto de la Morcuera (1796 m), den plats från vilken  La Cuerda Larga utgår.

## La Cuerda Larga

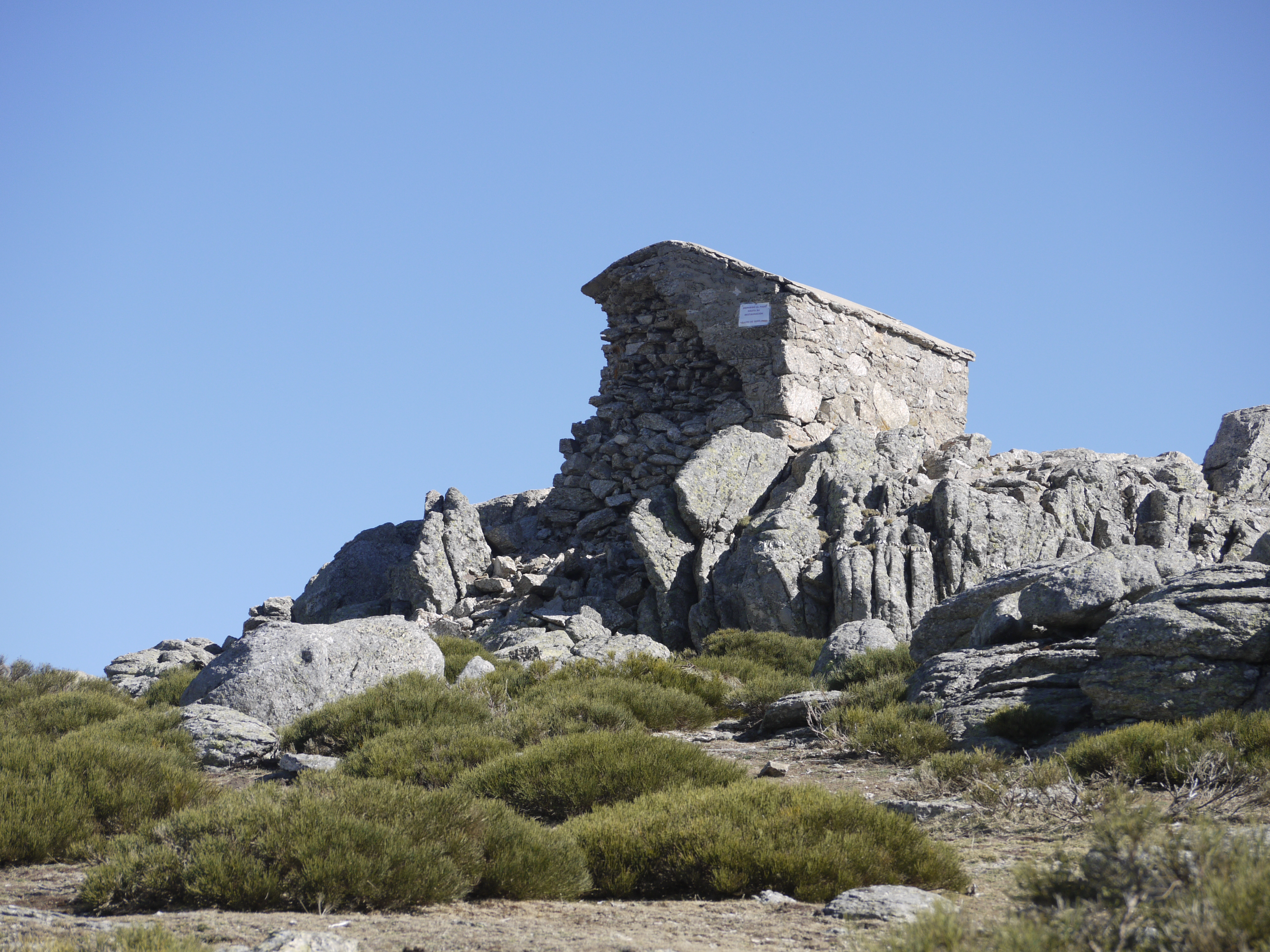
Ruinen av stenbyggnaden.

Vandringsleden La Cuerda Larga går över krönet av Najarra. På berget ligger resterna av en mindre stenbyggnad, som tidigare kunde hysa två personer. Den användes tidigare sedan gammalt under sommartid för brandövervakning. Tillträde är förbjudet i väntan på restauration, rasrisk.